# 中国国家図書館
国家図書館（こっかとしょかん）は中国北京市海淀区、西城区にある中国で唯一の国立図書館。対外的には中国国家図書館と称されている。2012年12月当時の収蔵量は31,195,121点。「国の総書庫」「国家書誌センター」「国家古籍保護センター」が中国国家図書館の主な機能である。1期新館は外国語文献、中国語や外国語の専門文献を中心とする研究者向けのサービス、2期新館は中国語の新文献や電子情報を中心とする一般向けのサービスを提供し、古書や貴重書を所蔵する古籍館を擁している。

## 歴史
中国国家図書館は、1909年に開館した京師図書館を前身とする。1902年に清の朝廷で国家図書館の建設が提言され、1909年に清の学部（教育部）は省の図書館よりも上級の国家図書館の建設を進言した。1909年9月から図書館の建設が始まるが、不安定な政情のため建設は捗らず、広化寺が仮の図書館の機能を果たした。1911年に清が滅亡した後、図書館は中華民国教育部の管轄下に入る。1912年8月27日から正式に利用者を受け入れる。1913年6月に交通の便が悪い本館に代わる分館が都心部に設置され、閲覧のための常用書籍が置かれた。1917年に図書館は方家胡同に移転する。
1928年に京師図書館は「国立北平図書館」に改称され、中南海居仁堂に移転した。翌1929年に北平図書館は北海公園内の北海図書館と合併し、北海付近に新館が建てられた。合併当時の蔵書数は400,000を超え、中国最大の規模を有していた。
日中戦争の際は重慶に本部を移し、戦争が終結した1945年に北京に戻る。戦時中に多くの善本が移送され、上海に600箱に達する書籍が送られた。上海占領後、当時の館長・袁同礼は日本が進出していない中国の奥地と上海を何度も往復し、図書の運送の指示を出していた。絵画、写本など約60,000点の資料が保全のためアメリカに送られるが、これらの所蔵品は1965年に国立台湾図書館に送り返された。
1950年に「国立北京図書館」、翌1951年に「北京図書館」に改称される。中華人民共和国成立後の社会主義建設の高揚に伴い、これまで蔵書楼的な存在であった図書館は積極的にサービスの改善を展開し、収書、閲覧、レファレンス、書誌業務などが大きく向上する。1978年の一日の平均入館者は約25,000人で、前年の約1,044人から大きく増加するが、この背景には文化大革命において主要な役割を果たしていた四人組が失脚した後、新しい指導部によって読書に設けられていた制限が解かれ、外国の書物や古典の鑑賞が推奨されたことが挙げられている。伝統的な手作業による管理からの脱却が掲げられ、コンピューターの導入による図書資料の管理・閲覧作業の自動化、資料のマイクロ化・視聴覚化が試みられた。1987年に海淀区に図書館の新館が建てられ、これまでの建物は古籍館として利用される。
1995年からデジタル化とネットワークの構築が推進され、同年に電子閲覧室が開室、1997年に図書館のホームページが開設された。1998年12月に北京図書館は「国家図書館」に改称される。2001年に国務院は「国家図書館2期ならびに国家デジタル図書館基礎プロジェクト」を承認し、創立99周年記念日の2008年9月9日に2期新館、中国国家デジタル図書館（中国国家数字図書館）が一般に開放された。

## 蔵書
1912年8月の開館当時の蔵書数は約100,000冊。1916年に図書館で納本制度が採用され、国家図書館としての機能を持つようになる。中国内の出版物を正式・非正式問わず収集し、国務院学位委員会によって指定された博士論文、図書館学の専門資料、全国年鑑資料を収蔵している。洋書・西洋雑誌の購入と収蔵は1920年代から開始されており、洋書の所蔵数は中国内の図書館の中で最も多い。1949年当時約1,400,000冊だった蔵書は、1979年には9,000,000冊に増加する。1970年代から目録の機械化が進められ、中国内の全文デジタル化計画の中心となっている。計画経済の元で納本制度は順調に機能していたが、1978年の経済開放政策の後に中国の出版流通の形態は多様化し、納本率は大きく低下した。2004年から2009年までの図書の納本率は60%前後で、雑誌の納本率は90%と高いものの、欠号がないものは50%台にとどまっている。
中国国家図書館の蔵書量はアジア最大の規模を有する。2012年当時では約3億1,100万点のコレクションを保有し、世界最大の図書館の一つに数えられている
。国際連合や外国の政府による刊行物、文献と資料のコレクションを所蔵し、それらの蔵書の言語は115を超える。また、蔵書には甲骨文字が刻まれた亀甲や獣骨、古代の写本、木版印刷による印刷書も含まれている。古代の書物、稀覯本、歴史的文書の数は270,000冊、糸で綴じた伝統的な書籍は1,600,000冊にのぼる。図書館のコレクションの中で最も珍しいものとして、過去の中国の王朝が残した文書・記録が挙げられ、地図、海図、碑文の拓本も貴重な資料として管理されている。カール・マルクス、フリードリヒ・エンゲルス、毛沢東の手稿、『資本論』フランス語初版の校正刷、『資本論』ドイツ語初版といった社会主義関連の貴重な資料を多く所蔵している点も特色として挙げられる。
中国国家図書館では文化遺産の散逸を防ぐため、貴重な孤本、善本、中国革命の歴史的文献などの収集に力を入れている。中国国家図書館の前身である京師図書館は明の時代に開設された文淵閣の蔵書を継承し、その中には南宋の緝熙殿の蔵書も含まれている。文淵閣以外に、清の内閣大庫、翰林院、国子監南学、帰安の姚氏咫進斉がコレクションの基になっている。世界に約400冊存在する『永楽大典』の副本のうち、半分以上の221冊が中国国家図書館の蔵書であり、世界最大の『永楽大典』副本の所蔵量を誇る。ほか、熱河・避暑山荘の文津閣に収蔵されていた『四庫全書』の正本を収蔵し、1900年に敦煌の莫高窟で発見された写本類（敦煌文献）と歴史文書は16,000点に及ぶ。そのうち『四庫全書』の複写版は2期新館の中庭に置かれており、閲覧エリアと同様に利用できる。四庫全書のほか、李氏越縵堂、楊氏海源閣などの著名な図書を収蔵している。

## サービス
中国国家図書館の具体的な活動は、以下のように説明される。
中国国家図書館は中央政府の機関、重点科学研究、教育、一般市民に対してサービスを提供している。全国の図書館の標準化、規範化、デジタル化、ネットワーク化の中心であり、それらの図書館への業務指導も行っている。また、図書館学の研究機関でもあり、国内外の図書館との交流や協力、協定の締結も行われている。
全国書籍目録センターとして国家書籍目録、総合目録、所蔵目録を編集、出版している。中国国家書目、民国時期総書目、中国古籍善本書目などの30以上の書誌が作成されている。1997年に全国図書館総合目録センターが設立され、CNMARKが提供された。一般的な中国語書籍のほかに定期刊行物、台湾図書、民国図書など20超の目録データベースが提供され、1,000を超える機関によって利用されている。中国図書館協会の事務局も中国国家図書館に設けられ、出版社も付設されている。

## 建物

### 古籍館

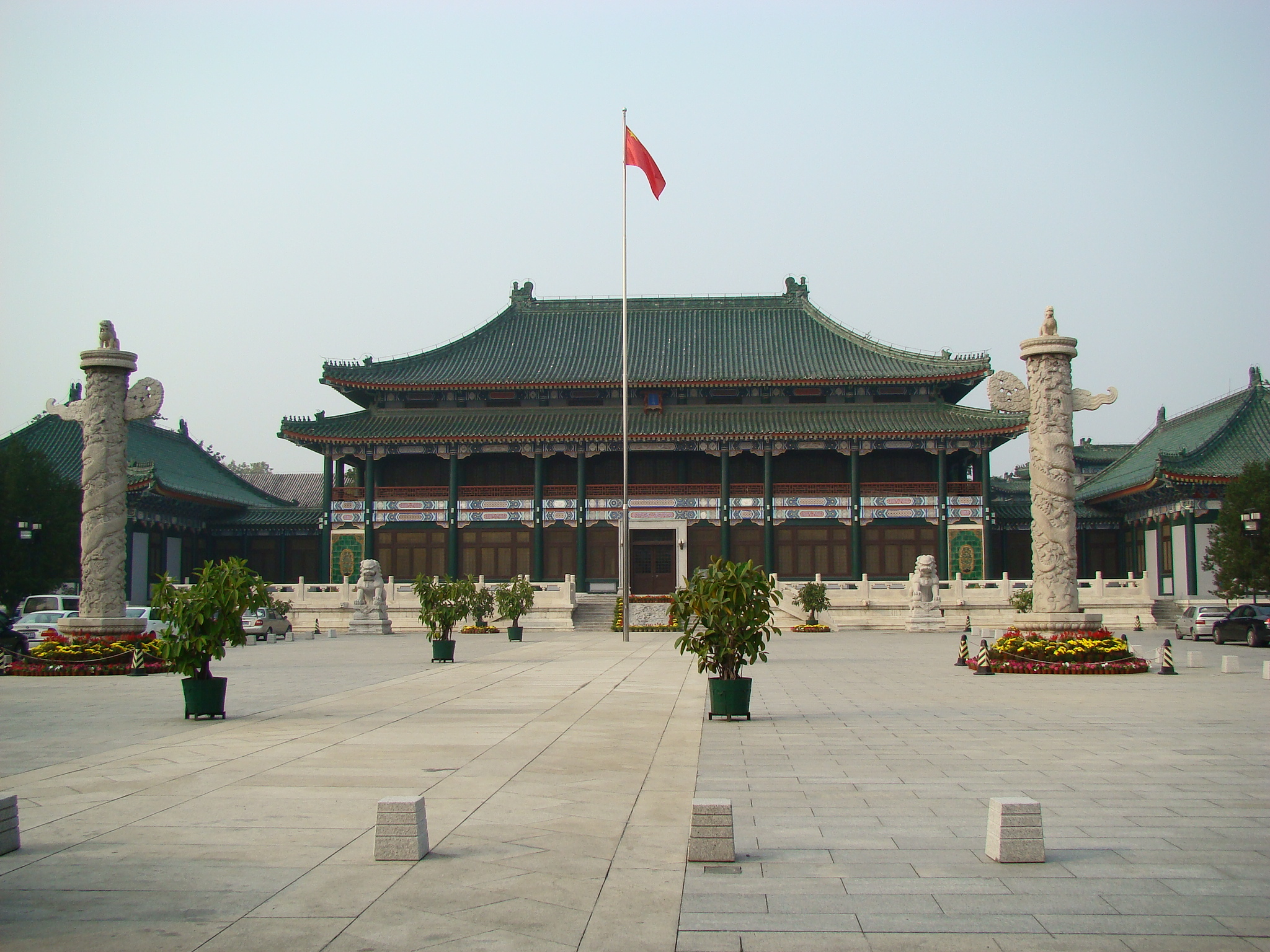
古籍館

ヘンリー・マーフィーの設計で1931年に竣工。伝統的な宮殿建築で、朱塗りの大門前に置かれた一対の獅子像、動物をかたどった瓦、雲形模様の欄干によって装飾されている。庭園には明代の石柱、石碑が置かれていた。15の閲覧室、約700の閲覧席を有している。歴史的に重要な古代の書籍、文書、写本が収蔵されている。2006年に全国重点文物保護単位に登録された。

### 南館（1期新館）

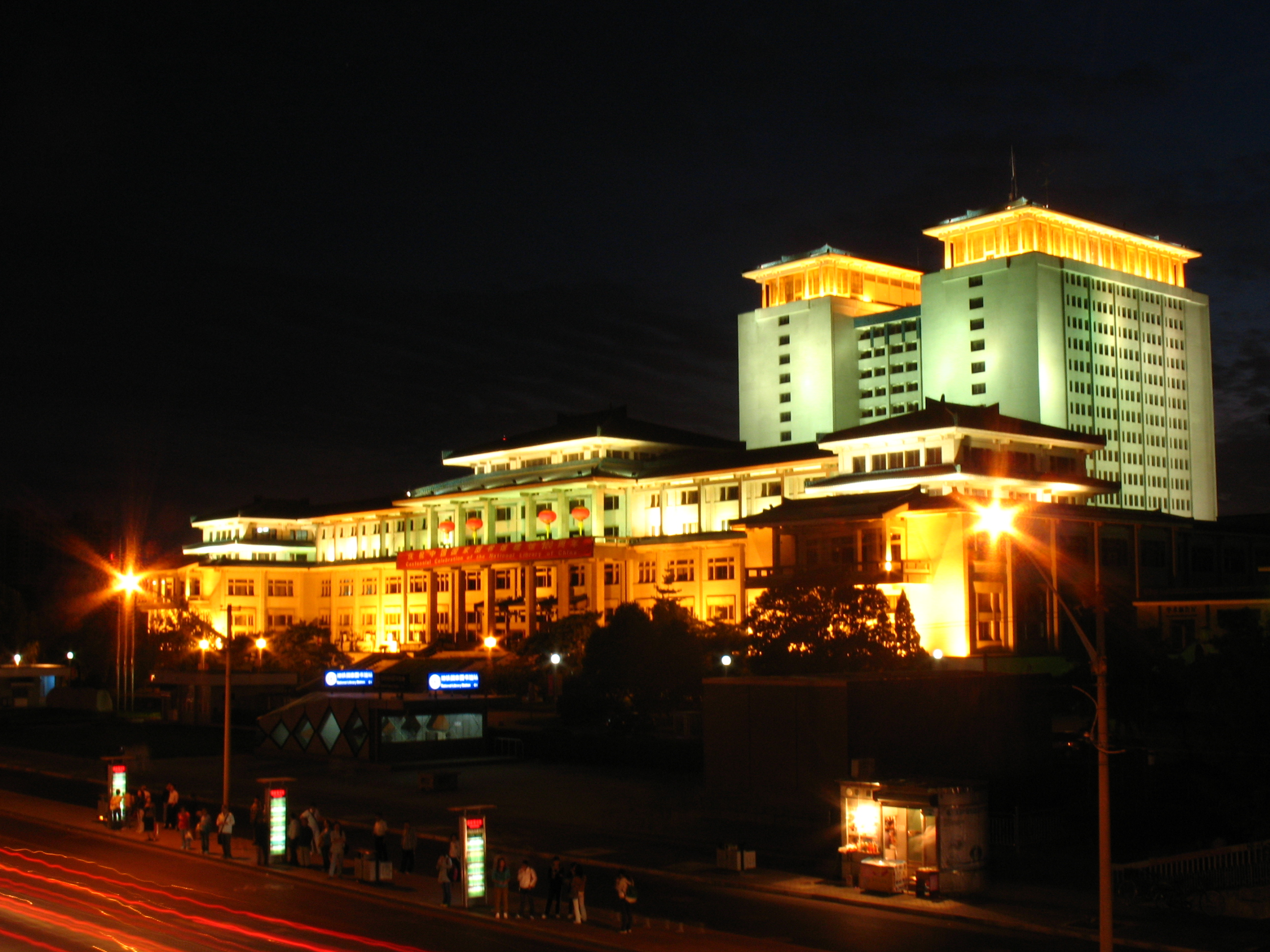
ライトアップされた1期新館

1975年に当時の首相・周恩来は図書館新館の建設を決定し、1987年に落成する。鄧小平が館名を書き、1999年に江沢民によって館名が揮毫された。建築面積は約140,000m2、地上書庫19階、地下書庫3階、2,000,000冊の図書が収蔵可能である。3,000の閲覧席が設けられ、一日に約7,000人の利用者が訪れる。「80年代北京十大建築」に数えられる建築物の中で、中国国家図書館1期新館は最上位に置かれている。2014年9月には、図書館が収蔵する典籍が展示される中国国家典籍博物館が開設された。

### 北館（2期新館）

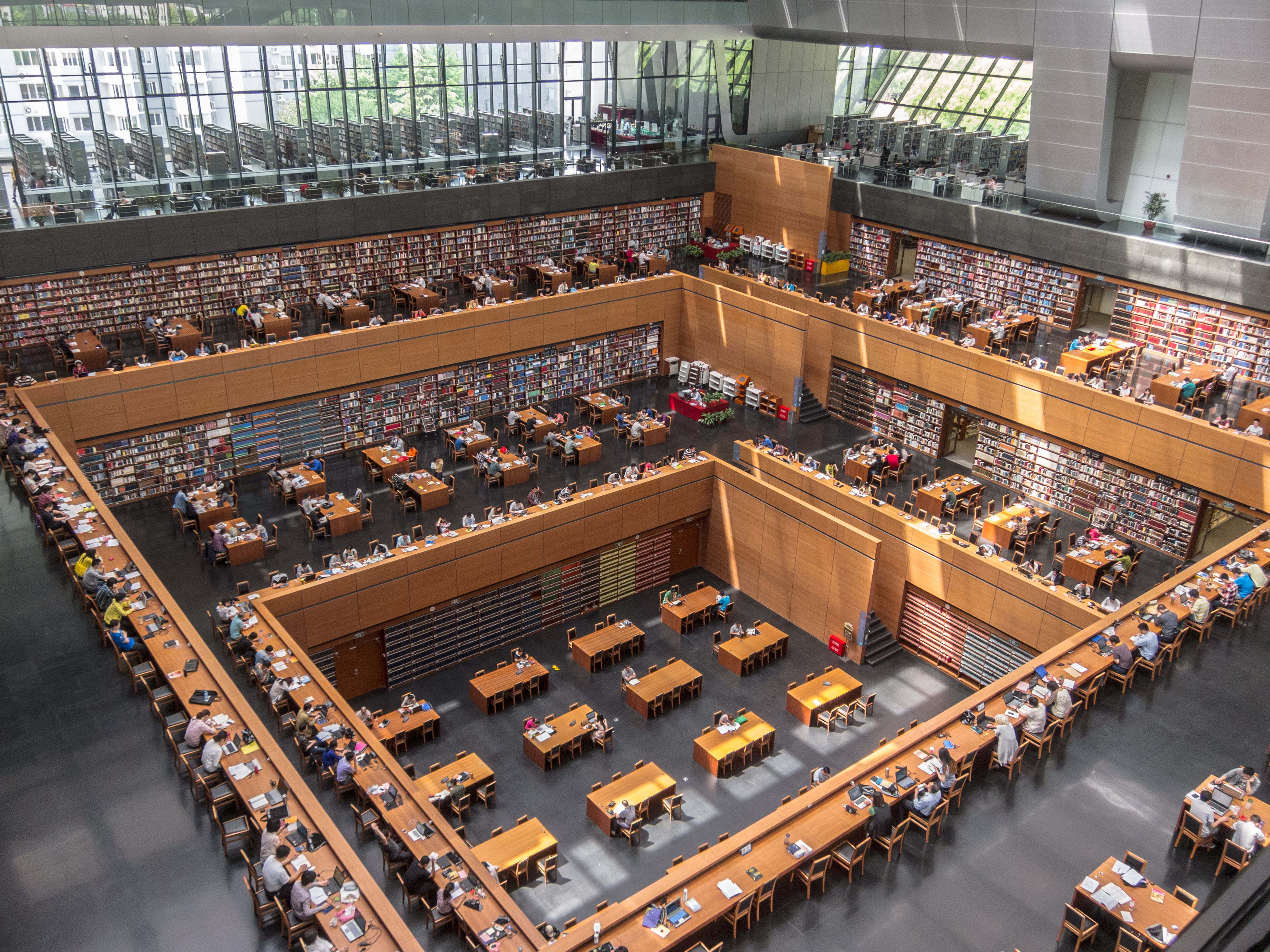
2期新館の内部

設計はドイツのKSPユルゲン・エンゲル建築事務所と華東建築設計研究院によるもので、1期新館と対照的な滑らかな外観は工業デザインに例えられる。建築面積は約80,000m2で2,900の閲覧席を備えている。地下1階から地上4階までが閲覧スペースとされ、最下層の巨大な閲覧室の周囲が上層の閲覧席に囲まれている。2,900人が利用できるひとつづきの主閲覧室のほかに建物の端には分野別の閲覧室が設けられており、1期2期合わせて12,000人が利用できる。閲覧室の書架には『四庫全書』の複写版が展示されており、原本は保管庫に収められている。
開放的で自由な環境を志向し、閲覧、研究、学究、芸術、娯楽、展示、研修のエリアが設けられている。検索、閲覧、レファレンス、蔵書、ネットワークサービスの一体化による新理念、新技術、新サービスが現出され、主なサービスとして全館の無線LANアクセス、RFIDを利用したスマートナビゲーションサービス、電子書籍を自由に講読するための携帯用電子閲覧装置、視覚障碍者のための特別エリア、利用者の携帯電話への情報サービスが提供されている。2010年5月に6歳から15歳の利用者を対象とする少年児童図書館が2期新館に開設された。